# Copa das Nações da OFC de 2002
A Copa das Nações da OFC de 2002 serviu como torneio classificatório para a Copa das Confederações de 2003 e para o AFC/OFC Cup Challenge. Doze equipes participaram da competição, que teve duas fases de grupos e um mata-mata. Na primeira fase de grupos, se enfrentaram em Apia, Samoa, as seis equipes que ocupavam as piores posições no Ranking da FIFA à época. As duas primeiras colocadas desse torneio se juntaram às seis outras equipes, sendo divididas em dois grupos. Cada seleção enfrentou as outras do mesmo grupo e as duas primeriras se classificaram para as semifinais. A campeã do torneio foi a Nova Zelândia, que derrotou a Austrália na final por 1 - 0.

## Primeira fase
Antes de a fase de grupos começar, a seleção das Ilhas Cook desistiu, resultando numa disputa entre cinco países.
| Pos | Seleção          | Pts | J | V | E | D | G    | SG  |
| --- | ---------------- | --- | - | - | - | - | ---- | --- |
| 1   | Papua-Nova Guiné | 12  | 4 | 4 | 0 | 0 | 20:2 | +18 |
| 2   | Nova Caledônia   | 9   | 4 | 3 | 0 | 1 | 25:4 | +21 |
| 3   | Samoa            | 6   | 4 | 2 | 0 | 2 | 8:9  | -1  |
| 4   | Tonga            | 3   | 4 | 1 | 0 | 3 | 7:18 | -11 |
| 5   | Samoa Americana  | 0   | 4 | 0 | 0 | 4 | 2:29 | -27 |

| 9 de março de 2002 | Samoa Americana | 0 – 10 | Nova Caledônia | Estádio Nacional de Samoa, Apia |
|                    |                 |        |                |                                 |

| 9 de março de 2002 | Samoa | 2 – 0 | Tonga | Estádio Nacional de Samoa, Apia |
|                    |       |       |       |                                 |

| 12 de março de 2002 | Samoa Americana | 2 – 7 | Tonga | Estádio Nacional de Samoa, Apia |
|                     |                 |       |       |                                 |

| 12 de março de 2002 | Nova Caledônia | 1 – 4 | Papua-Nova Guiné | Estádio Nacional de Samoa, Apia |
|                     |                |       |                  |                                 |

| 14 de março de 2002 | Papua-Nova Guiné | 5 – 0 | Tonga | Estádio Nacional de Samoa, Apia |
|                     |                  |       |       |                                 |

| 14 de março de 2002 | Samoa | 5 – 0 | Samoa Americana | Estádio Nacional de Samoa, Apia |
|                     |       |       |                 |                                 |

| 16 de março de 2002 | Nova Caledônia | 9 – 0 | Tonga | Estádio Nacional de Samoa, Apia |
|                     |                |       |       |                                 |

| 16 de março de 2002 | Samoa | 1 – 4 | Papua-Nova Guiné | Estádio Nacional de Samoa, Apia |
|                     |       |       |                  |                                 |

| 18 de março de 2002 | Samoa Americana | 0 – 7 | Papua-Nova Guiné | Estádio Nacional de Samoa, Apia |
|                     |                 |       |                  |                                 |

| 18 de março de 2002 | Samoa | 0 – 5 | Nova Caledônia | Estádio Nacional de Samoa, Apia |
|                     |       |       |                |                                 |

## Segunda fase

### Grupo A
| Pos | Seleção        | Pts | J | V | E | D | G    | SG  |
| --- | -------------- | --- | - | - | - | - | ---- | --- |
| 1   | Austrália      | 9   | 3 | 3 | 0 | 0 | 21:0 | +21 |
| 2   | Vanuatu        | 6   | 3 | 2 | 0 | 1 | 2:2  | 0   |
| 3   | Fiji           | 3   | 3 | 1 | 0 | 2 | 2:10 | -8  |
| 4   | Nova Caledônia | 0   | 3 | 0 | 0 | 3 | 1:14 | -13 |

| 6 de julho de 2002 | Fiji                   | 2 – 1 | Nova Caledônia | Ericsson Stadium, Auckland |
|                    | Toma 23' · Bukaudi 49' |       | Sinedo 79'     |                            |

| 6 de julho de 2002 | Austrália                  | 2 – 0 | Vanuatu | Ericsson Stadium, Auckland |
|                    | Mori 69' · Despotovski 85' |       |         |                            |

| 8 de julho de 2002 | Vanuatu    | 1 – 0 | Fiji | Ericsson Stadium, Auckland |
|                    | Marango 6' |       |      |                            |

| 8 de julho de 2002 | Austrália | 11 – 0 | Nova Caledônia | Ericsson Stadium, Auckland |
|                    | Despotovski 2' 56'(P) 76' 77' · Horvat 15' · Chipperfield 22' 35' · Mori 34' · Constanzo 83' · Porter 86' · Trimboli 90'+ |        |                |                            |

| 10 de julho de 2002 | Vanuatu  | 1 – 0 | Nova Caledônia | Ericsson Stadium, Auckland |
|                     | Iwai 76' |       |                |                            |

| 10 de julho de 2002 | Austrália                                                                     | 8 – 0 | Fiji | Ericsson Stadium, Auckland |
|                     | Milicic 4' · Porter 7' 12' 45' 52' · Juric 36' · Trimboli 46' · De Amicis 89' |       |      |                            |

### Grupo B
| Pos | Seleção          | Pts | J | V | E | D | G    | SG  |
| --- | ---------------- | --- | - | - | - | - | ---- | --- |
| 1   | Nova Zelândia    | 9   | 3 | 3 | 0 | 0 | 19:2 | +17 |
| 2   | Taiti            | 6   | 3 | 2 | 0 | 1 | 6:7  | -1  |
| 3   | Ilhas Salomão    | 1   | 3 | 0 | 1 | 2 | 3:9  | -6  |
| 4   | Papua-Nova Guiné | 1   | 3 | 0 | 1 | 2 | 2:12 | -10 |

| 5 de julho de 2002 | Papua-Nova Guiné | 0 – 0 | Ilhas Salomão | North Harbour Stadium, Albany |
|                    |                  |       |               |                               |

| 5 de julho de 2002 | Nova Zelândia                                          | 4 – 0 | Taiti | North Harbour Stadium, Albany |
|                    | Nelsen 30' · Vicelich 49' · Urlovic 80' · Campbell 88' |       |       |                               |

| 7 de julho de 2002 | Taiti                                           | 3 – 2 | Ilhas Salomão          | North Harbour Stadium, Albany |
|                    | Booene 42' · Tagawa 57' · [Fatupua-Lecaill 90'+ |       | Daudau 8' · Menapi 25' |                               |

| 7 de julho de 2002 | Nova Zelândia                                                                         | 9 – 1 | Papua-Nova Guiné | North Harbour Stadium, Albany |
|                    | Killen 9' 10' 28' 51' · Campbell 27' 85' · Nelsen 54' · Burton 87' · De Gregorio 90'+ |       | Aisa 35' (P)     |                               |

| 9 de julho de 2002 | Taiti                       | 3 – 1 | Papua-Nova Guiné | North Harbour Stadium, Albany |
|                    | Garcia 29' · Tagawa 49' 64' |       | Davani 43'       |                               |

| 9 de julho de 2002 | Nova Zelândia                                                 | 6 – 1 | Ilhas Salomão | North Harbour Stadium, Albany |
|                    | Vicelich 28' 45' · Urlovic 42' · Cambell 50' 75' · Burton 88' |       | Fa'arodo 73'  |                               |

## Semi-finais
| 12 de julho de 2002 | Austrália                         | 2 – 1 | Taiti        | Ericsson Stadium, Auckland |
|                     | Porter 88' · Damien Mori 96'(aet) |       | Zaveroni 38' |                            |

| 12 de julho de 2002 | Nova Zelândia                     | 3 – 1 | Vanuatu      | Ericsson Stadium, Auckland |
|                     | Burton 13' 65' · Chris Killen 23' |       | Zaveroni 38' |                            |

## Disputa do terceiro lugar
| 14 de julho de 2002 | Taiti     | 1 – 0 | Vanuatu | Ericsson Stadium, Auckland |
|                     | Auraa 65' |       |         |                            |

## Final
| 14 de julho de 2002 | Nova Zelândia | 1 – 0 | Austrália | Ericsson Stadium, Auckland |
|                     | Nelsen 78'    |       |           |                            |

| Campeão da Copa das Nações da OFC de 2002 |
| ----------------------------------------- |
| Nova Zelândia Terceiro título             |

## Artilheiros
- Joel Porter (6 gols)
- Bobby Despotovski (5 gols)
- Jeff Campbell (5 gols)